# Percy Kilbride
Percy Kilbride, all'anagrafe Percy William Kilbride (San Francisco, 16 luglio 1888 – Los Angeles, 11 dicembre 1964), è stato un attore statunitense.

## Biografia
Figlio del canadese Owen Kilbride e di Elizabeth Kelly, originaria del Maryland, Percy Kilbride nacque a San Francisco e iniziò a calcare le scene fin dall'età di 12 anni. Dopo aver servito in Francia durante la prima guerra mondiale, riprese la carriera teatrale e approdò a Broadway nel 1928, debuttando con la pièce The Buzzard, che fu la prima delle circa 800 apparizioni sul palcoscenico che l'attore poté vantare durante la sua lunga carriera teatrale. Il debutto cinematografico di Kilbride risale al 1933, nel ruolo di Jakey nel film L'inferno verde, interpretato da Carole Lombard e Charles Laughton. Durante gli anni trenta l'attore apparve sul grande schermo in una sola altra occasione, nel film Soak the Rich (1936), e nel frattempo proseguì con continuità la propria carriera sui palcoscenici di Broadway.
Fu soltanto nel 1942 che fece ritorno su un set cinematografico, quando venne convinto dal comico Jack Benny a riprendere per il grande schermo il ruolo del garrulo Mr. Kimber (l'impresario edile che aveva già interpretato sulle scene teatrali nella pièce George Washington Slept Here) nel film omonimo, intitolato in italiano Mia moglie ha sempre ragione, interpretato anche dallo stesso Benny, da Ann Sheridan e da Charles Coburn. Fu l'inizio di una breve ma intensa carriera di interprete caratterista, spesso calato in ruoli di pacato e imperturbabile uomo di campagna.
Dopo Mia moglie ha sempre ragione, Kilbride interpretò il breve ruolo del tassista Orion Peabody nel dramma Prigioniera di un segreto (1942), con Spencer Tracy e Katharine Hepburn, e del colonnello Cornelius Merriwether nella commedia Crazy House (1943), al fianco del duo comico Olsen and Johnson, già interpreti due anni prima del celebre Hellzapoppin'. Tra le altre sue apparizioni del periodo, quella del tipografo Billings in Il pilota del Mississippi (1944), biografia dello scrittore Mark Twain, e del maggiordomo nella commedia Veleno in paradiso (1944).
Fu nel 1947 che Kilbride interpretò il ruolo per il quale oggi è maggiormente ricordato, quello di Pa Kettle nella commedia Io e l'uovo, con protagonisti Claudette Colbert e Fred MacMurray nei panni di Betty e Bob MacDonald, due giovani sposi che dalla città si trasferiscono in campagna per avviare una fattoria. Kilbride e Marjorie Main interpretarono i ruoli di Pa e Ma Kettle, i vicini di casa dei MacDonald, e riscossero un grande successo di pubblico e di critica, tanto che Io e l'uovo fu solo la prima di una serie di pellicole successive in cui i personaggi di Pa e Ma Kettle divennero i protagonisti assoluti di nuove avventure incentrate sulle loro peripezie. Il personaggio di Pa Kettle, campagnolo dalla parlata lenta e strascicata e dal modo di esprimersi arguto e mordace, fu il più grande successo della carriera di Kilbride. 
Di indole semplice, mite e riflessivo anche nella sua vita da scapolo, nel 1949 l'attore diede ulteriore prova della simpatia del pubblico nei suoi confronti quando venne eletto Hollywood's Most Marriageable Actor dalla Midwestern Association of Practical Nurses. Dopo Io e l'uovo, Kilbride tornò a interpretare il personaggio del folkloristico Pa Kettle in altre sette pellicole al fianco di Marjorie Main, tutte prodotte dagli Universal Studios, il cui enorme successo contribuì a risanare le finanze della casa produttrice, che tra la fine degli anni quaranta e l'inizio degli anni cinquanta si trovava in difficoltà economiche. Fu durante le riprese di Ma and Pa Kettle at Waikiki (1953) che l'attore si ammalò gravemente e la sua presenza sul set fu limitata, costringendo la produzione a ricorrere a una controfigura per molte delle scene. Il film fu distribuito solo nel 1955 e fu l'ultima apparizione sulle scene di Kilbride.

## La tragica morte
Il 21 settembre 1964, Kilbride e l'amico e collega Ralf Belmont furono investiti da un'auto mentre attraversavano la strada nei pressi della residenza di Kilbride a Hollywood, all'incrocio tra Yucca Street e Cherokee Street. Belmont morì sul colpo, mentre Kilbride riportò gravi ferite alla testa e fu ricoverato in ospedale per circa tre mesi prima che la morte sopraggiungesse il successivo 11 dicembre, dopo un inutile intervento chirurgico al cervello.
L'attore, che aveva 76 anni, venne sepolto al Golden Gate National Cemetery di San Bruno (California), nei pressi della sua città natale, San Francisco.

## Filmografia
- L'inferno verde (White Woman), regia di Stuart Walker (1933)
- Soak the Rich, regia di Ben Hecht e Charles MacArthur (1936)
- Mia moglie ha sempre ragione (George Washington Slept Here), regia di William Keighley (1942)
- Prigioniera di un segreto (Keeper of the Flame), regia di George Cukor (1942)
- Crazy House, regia di Edward F. Cline (1943)
- La donna della città (The Woman of the Town), regia di George Archainbaud (1943)
- Knickerbocker Holiday, regia di Harry Joe Brown (1944)
- Il pilota del Mississippi (The Adventures of Mark Twain), regia di Irving Rapper (1944)
- She's a Soldier Too, regia di William Castle (1944)
- Veleno in paradiso (Guest in the House), regia di John Brahm e, non accreditato, André De Toth (1944)
- L'uomo del Sud (The Southerner), regia di Jean Renoir (1945)
- Festa d'amore (State Fair), regia di Walter Lang (1945)
- Un angelo è caduto (Fallen Angel), regia di Otto Preminger (1945)
- Non volle dir sì (She Wouldn't Say Yes), regia di Alexander Hall (1945)
- The Well-Groomed Bride, regia di Sidney Lanfield (1946)
- Io e l'uovo (The Egg and I), regia di Chester Erskine (1947)
- Benvenuto straniero! (Welcome Stranger), regia di Elliott Nugent (1947)
- Riff-Raff - L'avventuriero di Panama (Riffraff), regia di Ted Tetzlaff (1947)
- You Were Meant for Me, regia di Lloyd Bacon (1948)
- Dietro la maschera (Black Bart), regia di George Sherman (1948)
- Feudin', Fussin' and A-Fightin', regia di George Sherman (1948)
- Devi essere felice (You Gotta Stay Happy), regia di H.C. Potter (1948)
- Primavera di sole (The Sun Comes Up), regia di Richard Thorpe (1949)
- I milionari (Ma and Pa Kettle), regia di Charles Lamont (1949)
- Purificazione (Mr. Soft Touch), regia di Gordon Douglas e Henry Levin (1949)
- Quella meravigliosa invenzione (Free for All), regia di Charles Barton (1949)
- I milionari a New York (Ma and Pa Kettle Go to Town), regia di Charles Lamont (1950)
- La gioia della vita (Riding High), regia di Frank Capra (1950)
- Man and Pa Kettle Back on the Farm, regia di Edward Sedgwick (1951)
- Man and Pa Kettle at the Fair, regia di Charles Barton (1952)
- Man and Pa Kettle Back on Vacation, regia di Charles Lamont (1953)
- Man and Pa Kettle Back at Home, regia di Charles Lamont (1954)
- Man and Pa Kettle Back at Waikiki, regia di Lee Sholem (1955)

## Doppiatori italiani
- Lauro Gazzolo in L'uomo del Sud; Io e l'uovo; Primavera di sole